# آرکویل (نیویورک)
آرکویل (به انگلیسی: Arkville) یک منطقهٔ مسکونی در ایالات متحده آمریکا است که در شهرستان دلاویر، نیویورک واقع شده‌است. آرکویل ۴۱۶٫۰۶ متر بالاتر از سطح دریا واقع شده‌است.